# Symmetrische relatie
Een symmetrische relatie is een soort tweeplaatsige relatie. Een tweeplaatsige relatie R van verzameling X is symmetrisch als: 
{\displaystyle \forall a,b\in X(aRb\Leftrightarrow bRa),}
Hierbij betekent de notatie aRb dat (a, b) ∈ R.
Een voorbeeld hiervan is de relatie "a is gelijk aan b". Als a = b waar is, dan is b = a ook waar. Als RT de inverse relatie voorstelt van R, dan is R symmetrisch dan en slechts dan als R = RT. 
Symmetrie, reflexiviteit en transitiviteit zijn de drie bepalende eigenschappen van een equivalentierelatie . 

## Voorbeelden

### In de wiskunde
- "is gelijk aan" (gelijkheid) (terwijl "is kleiner dan" asymmetrisch is)
- "is vergelijkbaar met", voor elementen van een partieel geordende verzameling
- "... en ... zijn oneven":

### Buiten de wiskunde
- "is getrouwd met"
- "is een biologische broer of zus van"
- "is een homofoon van"
- "is een collega van"
- "is een teamgenoot van"

## Relatie tot asymmetrische en antisymmetrische relaties
Een niet-lege relatie kan per definitie niet zowel symmetrisch als asymmetrisch zijn. Als geldt dat tussen elementen a en b relaties aRb en bRa bestaan, kan niet tegelijkertijd gelden dat voor diezelfde elementen niet relaties aRb en bRa bestaan. Het is echter wel mogelijk dat een relatie noch symmetrisch, noch asymmetrisch is. Dit is het geval bij de relatie "is kleiner dan of gelijk aan".
Symmetrie en antisymmetrie (waarbij a alleen aan b en b alleen aan a gerelateerd kan zijn als a = b) zijn in feite onafhankelijk van elkaar.
|                      | Symmetrisch                         | Niet symmetrisch                                        |
| Antisymmetrisch      | gelijkheid                          | deelt, kleiner dan of gelijk aan                        |
| Niet antisymmetrisch | congruentie in modulaire rekenkunde | // (gehele deling), de meeste niet-triviale permutaties |

|                      | Symmetrisch                             | Niet symmetrisch    |
| Antisymmetrisch      | is dezelfde persoon als, en is getrouwd | is het meervoud van |
| Niet antisymmetrisch | is een biologische broer of zus van     | jaagt op            |

## Eigenschappen
- Een symmetrische en transitieve relatie is altijd reflexief .
- Eén manier om de symmetrische relaties op n elementen te tellen, is dat in hun binaire matrixrepresentatie de bovenste rechter driehoek de relatie volledig bepaalt, en dat deze willekeurig gegeven kan worden, dus zijn er evenveel symmetrische relaties als n × n binaire bovenste driehoeksmatrices, 2n (n + 1) / 2.

## Notities
1. ↑  Biggs, Norman L. (2002). Discrete Mathematics. Oxford University Press, p. 57. ISBN 978-0-19-871369-2.